# Generator Rex
Generator Rex is een Amerikaanse animatieserie gemaakt door Man of Action die werd uitgezonden op de Amerikaanse Cartoon Network van 23 april 2010 tot en met 3 januari 2013, en werd later herhaald door de Amerikaanse Boomerang. De serie telt 60 afleveringen verspreid over drie seizoenen. De zender heeft twee afleveringen nooit uitgezonden, maar deze waren wel te zien via onder andere iTunes.
In Nederland en Vlaanderen kwam de serie sinds 11 februari 2011 op Cartoon Network. De laatste aflevering werd uitgezonden op 30 november 2012. Hierbij werden wel alle afleveringen uitgezonden. Tevens werd het eerste seizoen herhaald door de Vlaamse zender 2BE.
In november 2012 bracht Warner Bros een Nederlandse dvd-box uit met het eerste seizoen. De twintig afleveringen zijn verspreid over vier dvd's.

## Plot
Vijf jaar voor het begin van de serie komt er dankzij een door wetenschappers veroorzaakte explosie 'nanites' in de atmosfeer terecht. Deze fictieve fysische deeltjes hebben zich geïnfecteerd in alle levende wezens, zowel planten als dieren. Wanneer de nanites geactiveerd worden, verandert hun gastheer in een E.V.O. (Exponentially Variegated Organism). Deze wezens hebben meestal een lage intelligentie en weinig gezond verstand, en gaan als een verwoestend monster te keer. Elk organisme kan op eender welk moment in zo een monster veranderen. De organisatie Providence doet er alles aan om de E.V.O.-bedreigingen in bedwang te houden. Dit blijkt erg moeilijk, aangezien elke E.V.O. andere krachten bezit.
De vijftienjarige Rex Salazar heeft geluk en blijft er als E.V.O. erg menselijk uitzien. Toch is hij absoluut geen normale jongen: hij is in staat om zijn lichaamsdelen om te bouwen tot biomechanische wapens. Ook kan hij nanites deactiveren door een E.V.O. met zijn handen aan te raken. Hij is de enige die in staat is de monsters te genezen. Rex herinnert zich weinig van zijn verleden toen hij nog geen E.V.O. was. Doorheen de serie probeert hij meer te weten te komen over zijn ouders en de rest van zijn familie.
Van Kleiss is een intelligente, kwaadaardige E.V.O. die nanites als een geschenk ziet. Hij wil dus allesbehalve genezen worden. Hij woont in Abysus samen met andere intelligentere E.V.O.'s. Later in de serie krijgt Van Kleiss de kracht om nanites te activeren. Hiermee kan hij een leger van E.V.O.'s maken.

## Ben 10/Generator Rex: Heroes United
Op 25 november 2011 kwam er in Amerika een dubbele aflevering van Generator Rex waarin Ben 10, een andere tekenfilmfiguur van Man of Action, in Rex zijn wereld terechtkomt. De twee helden vechten samen tegen Alpha Nanite, een monster dat gecreëerd werd door Rex' oudere broer Caesar.
In Nederland en Vlaanderen kwam deze dubbele aflevering op 3 november 2012.

## Rolverdeling

### Engelse stemacteurs
- Rex: Daryl Sabara
- Noah: Fred Savage
- Agent Six: Wally Kurth
- Dr. Holiday: Grey DeLisle
- Bobo: John DiMaggio
- Van Kleiss: Troy Baker
- White Knight: J. K. Simmons
- De Jager: John Cena, John DiMaggio
- Jungle Cat Evo: John DiMaggio

### Nederlandse stemacteurs
- Rex: Trevor Reekers[1]
- Noa: Job Bovelander[2]
- Agent Zes: Paul Disbergen
- Dr. Holiday: Nathalie Haneveld
- Bobo: Jan Elbertse[3]
- Van Kleiss: Ruud Drupsteen[4]
- De Wit: Sander de Heer
- De Jager: Tony Neef
- Jungle Cat Evo: Hero Muller
- Diverse rollen: Florus van Rooijen[5]